# آتش همیشه‌فروزان

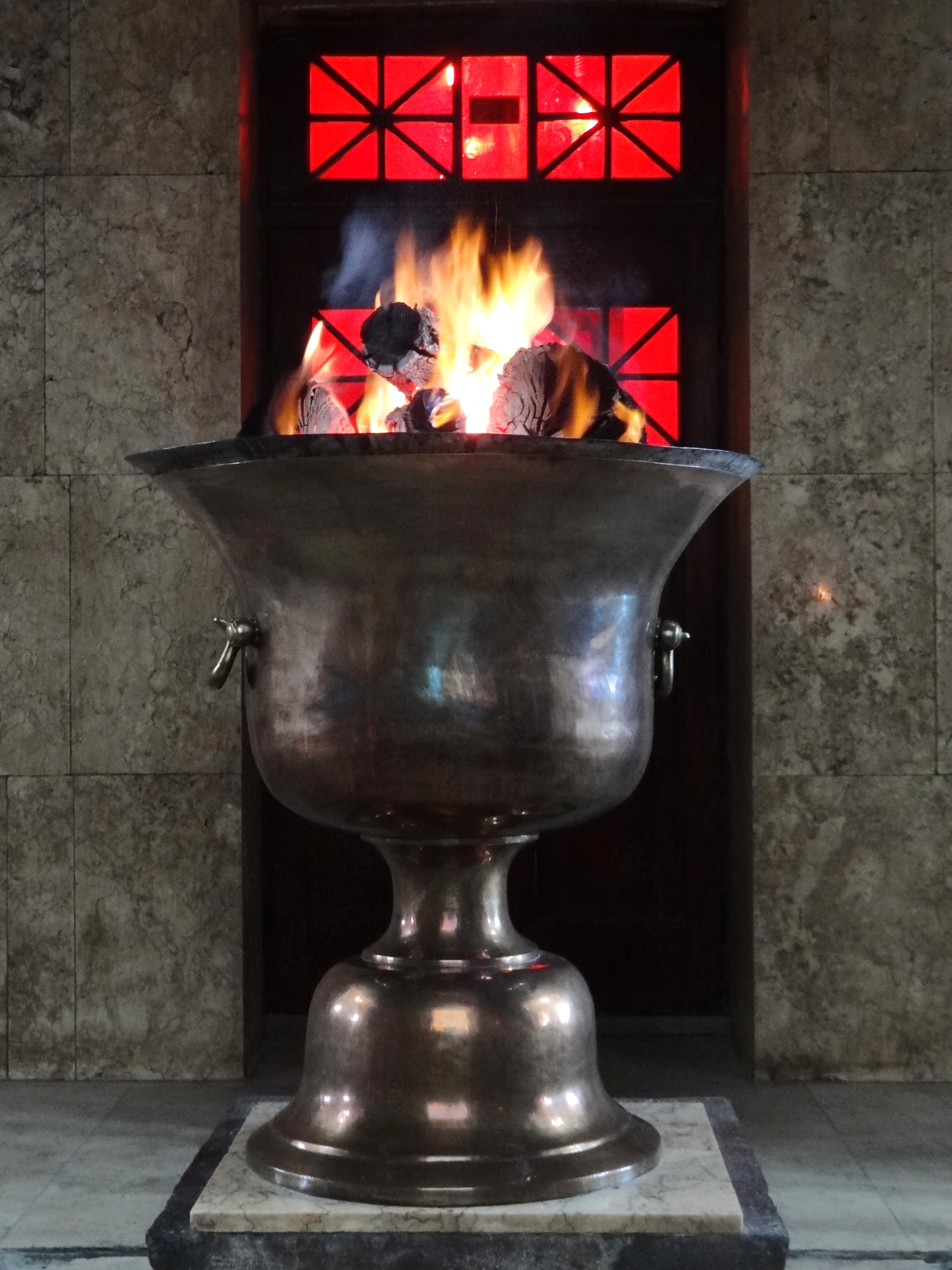
آتشدان آتشکدهٔ یزد؛ که به گمانی‌ آتش آن دست کم از دوران ساسانی به جای مانده.

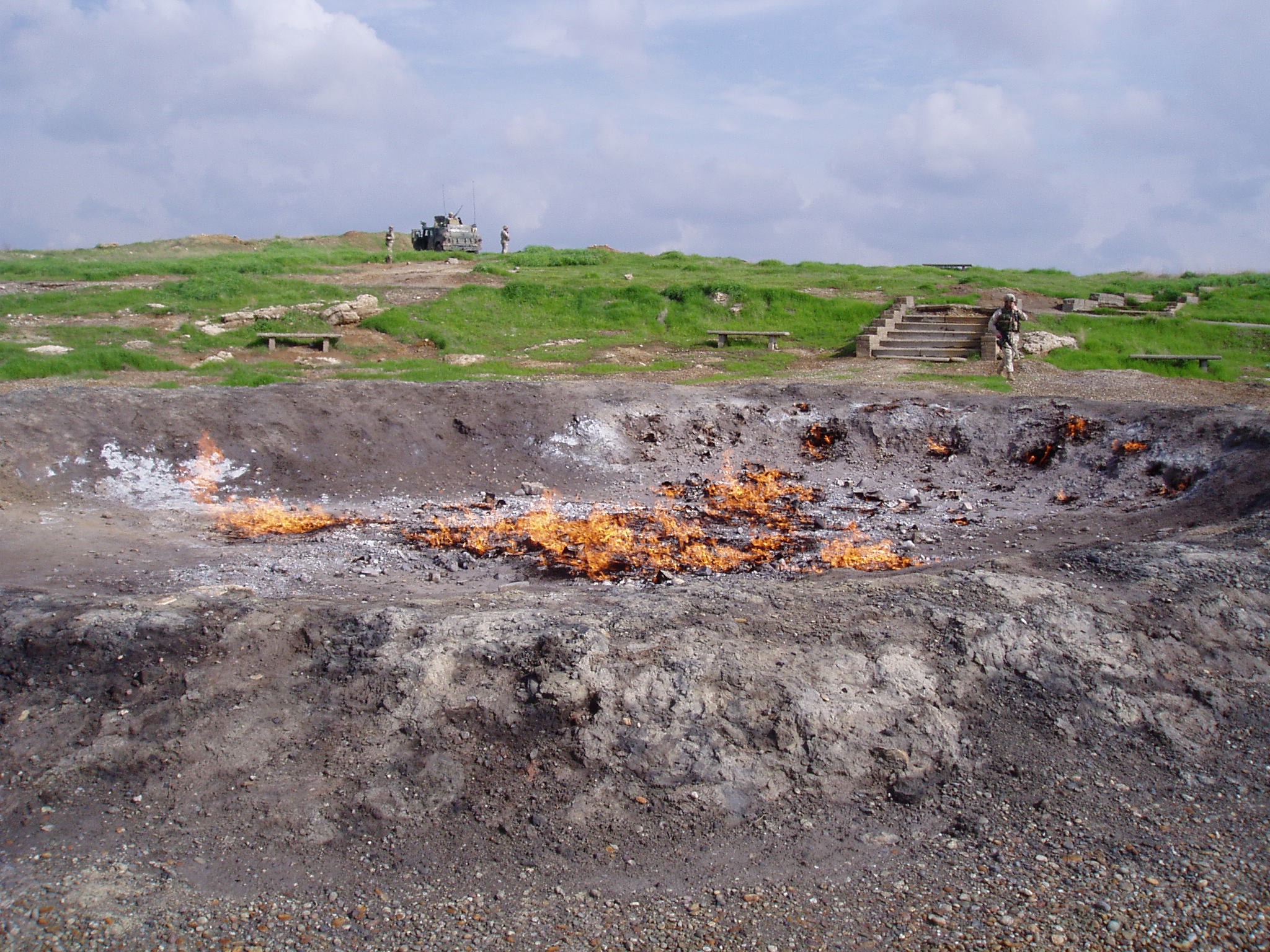
آتشگاه بابا گورگور در کرکوک که در متون بابلی و عبری به آن اشاره شده.

آتشِ همیشه‌فروزان یا شعله جاویدان (ابدی)  آتشی است که به گونه‌ای طبیعی یا با تلاشِ انسان تا موعدی بی‌پایان، در یادآواری از وقایع، مردمان، یا اندیشه‌ها افروخته نگاه داشته می‌شود.

## نمونه‌ها

### طبیعی

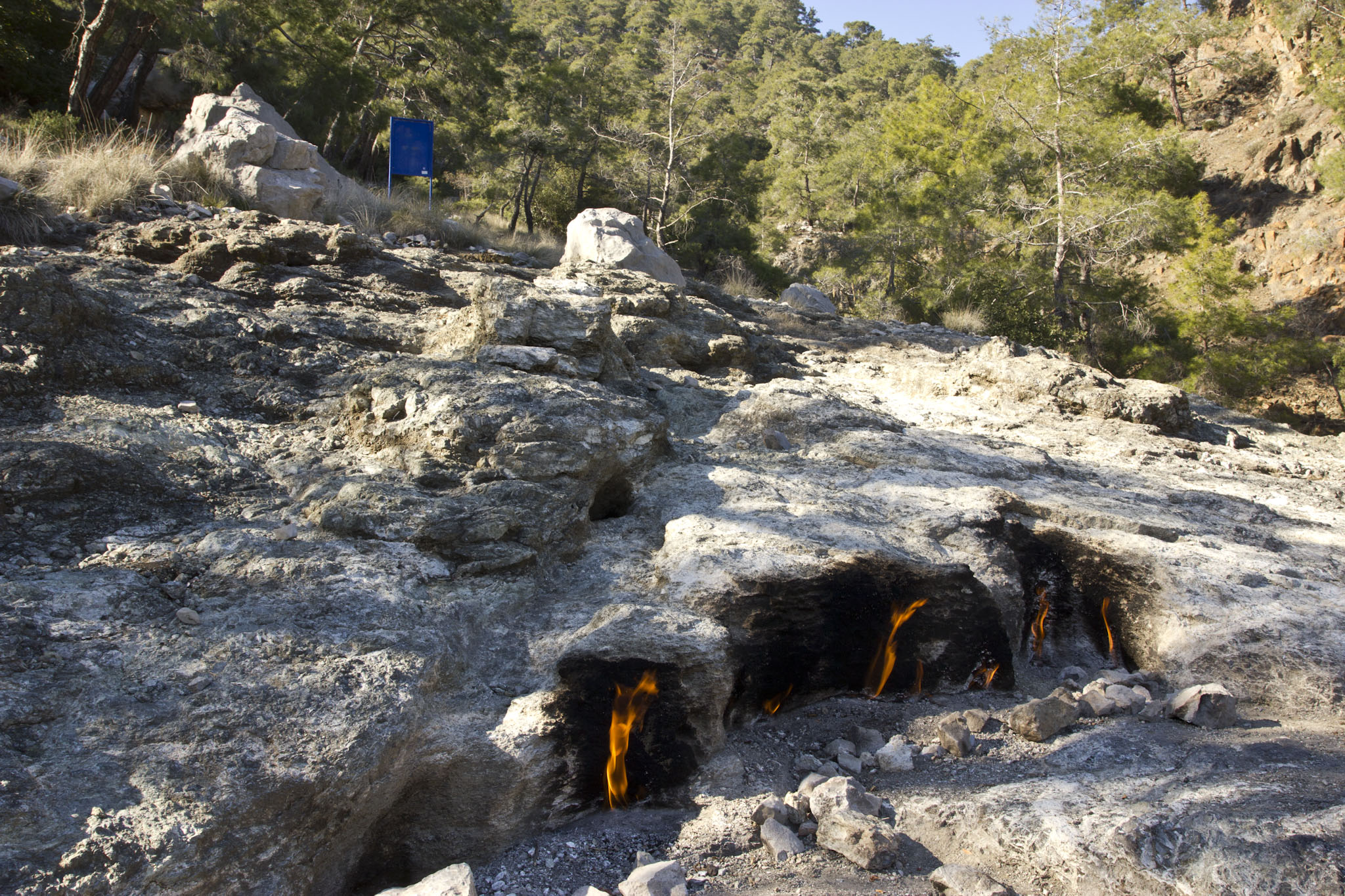
«سنگ آتشین» در ترکیه که به افسانه‌های یونانی هم وارد شده.

- «سنگ آتشین» در ترکیه که به افسانه‌های یونانی هم وارد شده.بابا گورگور در کرکوک.
- «یَنارْ داغ» در باکو.
- «دروازه» در ترکمنسان.
- «یَنَرْتَشْ» در ترکیه.

### آیینی

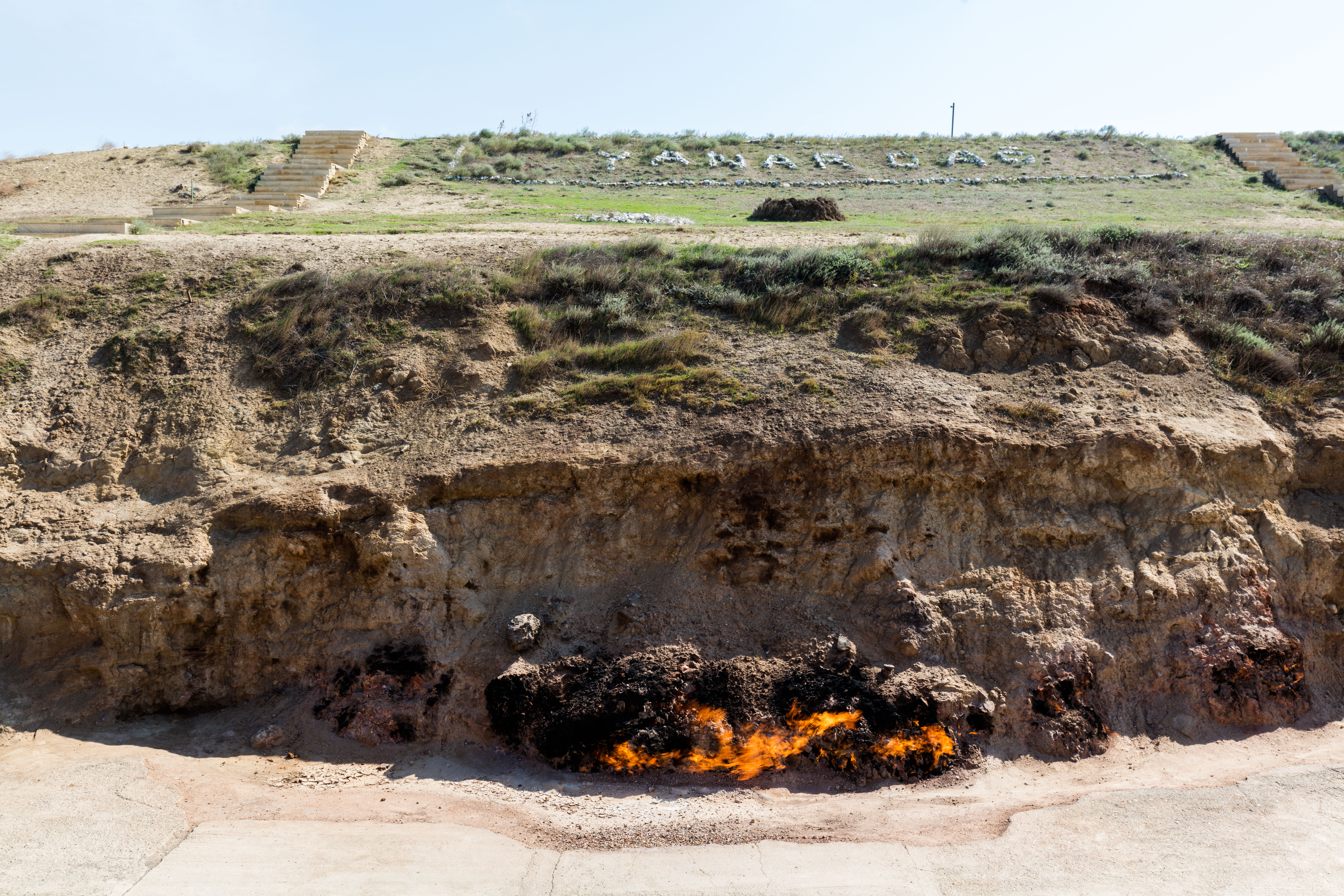
«یَنارْ داغ» نزدیک باکو.

- آتشان بهرام در ایران و هند.